# Mark Ormrod
Mark Ormrod, född den 1 december 1982, är en australisk friidrottare som tävlar i kortdistanslöpning.
Ormrod har deltagit individuellt vid ett mästerskap och det var VM för juniorer 2000 där han blev utslagen i försöken på 400 meter. 
Ormrod deltog vid Olympiska sommarspelen 2004 där han tillsammans med John Steffensen, Clinton Hill och Patrick Dwyer i stafetten över 4 x 400 meter där de slutade på en silverplats efter USA.
Han deltog även vid Samväldesspelen 2006 där han blev guldmedaljör i stafetten över 4 x 400 meter. 

## Personliga rekord
- 100 meter - 10,58
- 200 meter - 21,02
- 400 meter - 45,62